# Cámara de Consejeros de Marruecos
La Cámara de Consejeros (en árabe: مجلس المستشارين, translit: Majlis al moustasharin; en bereber: Agraw en imessemtiren) es la cámara alta del Parlamento de Marruecos. Cuenta con 120 miembros elegidos de forma indirecta para un mandato de seis años. De esos 120, 72 miembros son elegidos a nivel regional del Reino, representando a las áreas administrativas subnacionales. 20 miembros son elegidos por un único colegio electoral en cada región compuesto por los elegidos de las siguientes asociaciones: agricultura, comercio, industria y las asociaciones de servicios, las artes y las asociaciones de artesanos y la asociaciones de pesca y marina; 8 miembros son elegidos en cada región por un colegio electoral formado por los electos de las organizaciones profesionales más representativas de los empleadores; 20 miembros elegidos a nivel nacional por un colegio electoral formado por los empleados.
La Constitución de Marruecos de 2011 conservó esta segunda cámara, pero redujo su mandato de 9 a 6 años y su tamaño a 120 asientos.